# Nysted
Nysted is een plaats en voormalige gemeente in Denemarken. Bij de herindeling van 2007 werd de gemeente bij Guldborgsund gevoegd.

## Voormalige gemeente
De oppervlakte bedroeg 142,34 km². De gemeente telde 5417 inwoners waarvan 2763 mannen en 2654 vrouwen (cijfers 2005).

## Plaats
De havenplaats Nysted telt 1381 inwoners (2007).